# Die tätowierte Rose
Die tätowierte Rose (Original: The Rose Tattoo) ist ein Theaterstück von Tennessee Williams.
Das Stück wurde im Jahr 1951 am Broadway uraufgeführt. Für Daniel Manns gleichnamige Verfilmung von 1955 erarbeitete Williams zusammen mit Hal Kanter das Drehbuch. Die Hauptrollen übernahmen im Film Anna Magnani und Burt Lancaster.

## Inhalt
Das Stück spielt in einer sizilianischen Gemeinschaft in New Orleans und ist auf die Hauptfigur Serafina delle Rose fokussiert. Es handelt sich dabei um eine ca. 30-jährige Frau, die mit ihrem Mann und ihrer Tochter in einem bescheidenen Haus lebt und ihrem Mann blind vertraut. Dieser stirbt im Off bei einem entdeckten Drogenschmuggel. Wie alle weiblichen Helden von Williams ist Serafina ohne Mann auf der Bühne, man sieht Rosario nie, sondern erfährt nur durch Schilderungen von ihm.
Serafina erholt sich vom Tod ihres Mannes nie. Drei Jahre lang zieht sie sich nicht um, verlässt das Haus nicht, betet die Asche ihres Mannes im Wohnzimmer an und macht ihrer Tochter Rosa, welche zum ersten Mal die Liebe entdeckt, das Leben zur Hölle.
Das Stück ist durch Symbole geprägt, so etwa durch die immer wiederkehrende schwarze Ziege als Sinnbild für das Böse. Des Weiteren hat die Thematik  Rosa/Rose eine besondere Bedeutung, was insbesondere auf Williams traumatische Beziehung zu seiner Schwester Rose zurückzuführen ist.
Das Stück besitzt wenig Handlung; es geht hauptsächlich um die Psyche von Serafina, so dass das Stück an die Darstellerin dieser Rolle hohe Ansprüche stellt, da von ihrer Leistung und ihrer Verkörperung der Erfolg des Stückes abhängt.
Williams schrieb dieses Stück in einer seiner optimistischen Phasen, so dass es im Kontext seiner ansonsten doch sehr negativ-pessimistisch geprägten Stücke eine außergewöhnliche Stellung einnimmt.

## Uraufführung
Die Welturaufführung fand am 3. Februar 1951 im Martin Beck Theatre am Broadway statt. Die Regie führte Daniel Mann, der später auch die Verfilmung realisierte. In den Hauptrollen der Theateraufführung waren seinerzeit Maureen Stapleton, Eli Wallach und Martin Balsam zu sehen.

## Auszeichnungen
Die Uraufführungsinszenierung wurde mit fünf Tony Awards ausgezeichnet. Tennessee Williams als Autor und Cheryl Crawford als Produzentin erhielten den Preis für das beste Stück des Jahres. Maureen Stapleton und Eli Wallach erhielten die Preise als besten Hauptdarsteller sowie den Theatre World Award. Boris Aronson erhielt den Preis für das beste Bühnenbild.

## Ausgaben
- Tennessee Williams: Die tätowierte Rose. Stück in 3 Akten. Übers. von The rose Tattoo durch Jörn van Dyck. 3. Aufl. Fischer Taschenbuchverlag, Frankfurt 2002, ISBN 3-596-10542-0
  - Erstübersetzung Berthold Viertel, 1950, gedruckt bis 1990, auch in zahlreichen Sammelbänden der Dramen